# A. Lange & Söhne
A. Lange & Söhne è un marchio di una casa di produzione di orologi d'alta gamma tedesco, fondato nel 1845 a Glashütte, in Germania, e rilanciato nel 1990 dopo quarantacinque anni di chiusura tra la fine della seconda guerra mondiale e il crollo del muro di Berlino.
Produce orologi da polso di lusso, con movimenti prodotti dalla manifattura stessa in poche migliaia di esemplari all'anno.

## Storia

### I primi cento anni di produzione
L'azienda nacque nel 1845. In quell'anno, il tedesco Ferdinand Adolph Lange (giovane esperto orologiaio, nato a Dresda il 18 febbraio 1815), venne inviato a Glashütte per aprirvi un'attività orologiera e rilanciare l'economia del paesino, un piccolo centro sui Monti Metalliferi nei pressi di Dresda, e migliorare così le condizioni di vita della popolazione locale.
Il lavoro vero e proprio della nuova officina di orologeria di precisione, iniziò il 7 dicembre 1845, nella mansarda di una casa di Glashütte.
In breve tempo, F. A. Lange, insieme a suo cognato, il mastro orologiaio Adolf Schneider, e a 15 apprendisti (tra cui Friedrich Weichold), produsse i primi orologi da tasca di precisione con inciso il nome “A. Lange, Dresden”.
Dal 1868, con l'arrivo del figlio Richard Lange, la ditta cambiò il nome definitivamente in A. Lange & Söhne e dal 1873 si trasferì in un nuovo stabilimento, che sarà poi rinnovato e riutilizzato a partire dal 2001.
Dalla prematura morte del padre F. A. Lange all'età di soli 60 anni, la ditta passò nelle mani dei figli Richard, Emil e, in seguito, anche del terzo figlio, Adolf, sotto la cui guida vennero apportate numerose migliorie tecniche.
Nel 1886 Richard Lange si ritira dalla ditta ed Emil Lange la condurrà fino a che non gli subentreranno i suoi figli, Rudolf, Otto e Gerhard, negli anni 1919-1920.
Come curiosità riguardante questi primi decenni di produzione della ditta, si ricorda che nel 1898, l'imperatore Guglielmo II di Germania, commissiona alla A. Lange & Söhne un magnifico orologio da tasca, per farne dono al sultano Abdul Hamid II quando si sarebbe recato in visita nell'Impero ottomano.

### La chiusura della ditta nel 1945
Il pronipote di Ferdinand Adolph Lange, Walter Lange, nasce a Dresda nel 1924 e inizia la sua formazione nell'azienda di famiglia poco prima dell'inizio della seconda guerra mondiale. Durante gli anni del conflitto, il marchio costruì prevalentemente orologi da marina, da aviatori e i cosiddetti “orologi da osservazione” per la Deutsche Wehrmacht, l'armata tedesca.
L'8 maggio 1945, tuttavia, durante l'ultimo giorno di combattimenti, l'edificio principale della Manifattura soccombe agli attacchi aerei e alle bombe dell'armata russa. Un duro colpo per A. Lange & Söhne, che per cento anni aveva prodotto orologi di pregio apprezzati in tutto il mondo. La distruzione pressoché totale dello stabilimento, costrinse però la maison a chiudere i battenti.
Nel 1948, l'impresa viene espropriata dal regime comunista. Walter Lange è costretto a fuggire dal suo paese natale, mentre l'azienda di famiglia diventa di proprietà pubblica e passerà sotto il nome di “VEB Mechanik Lange & Söhne” e poi, dal 1951, di “VEB Glashütter Uhrenbetriebe”.

### La rinascita

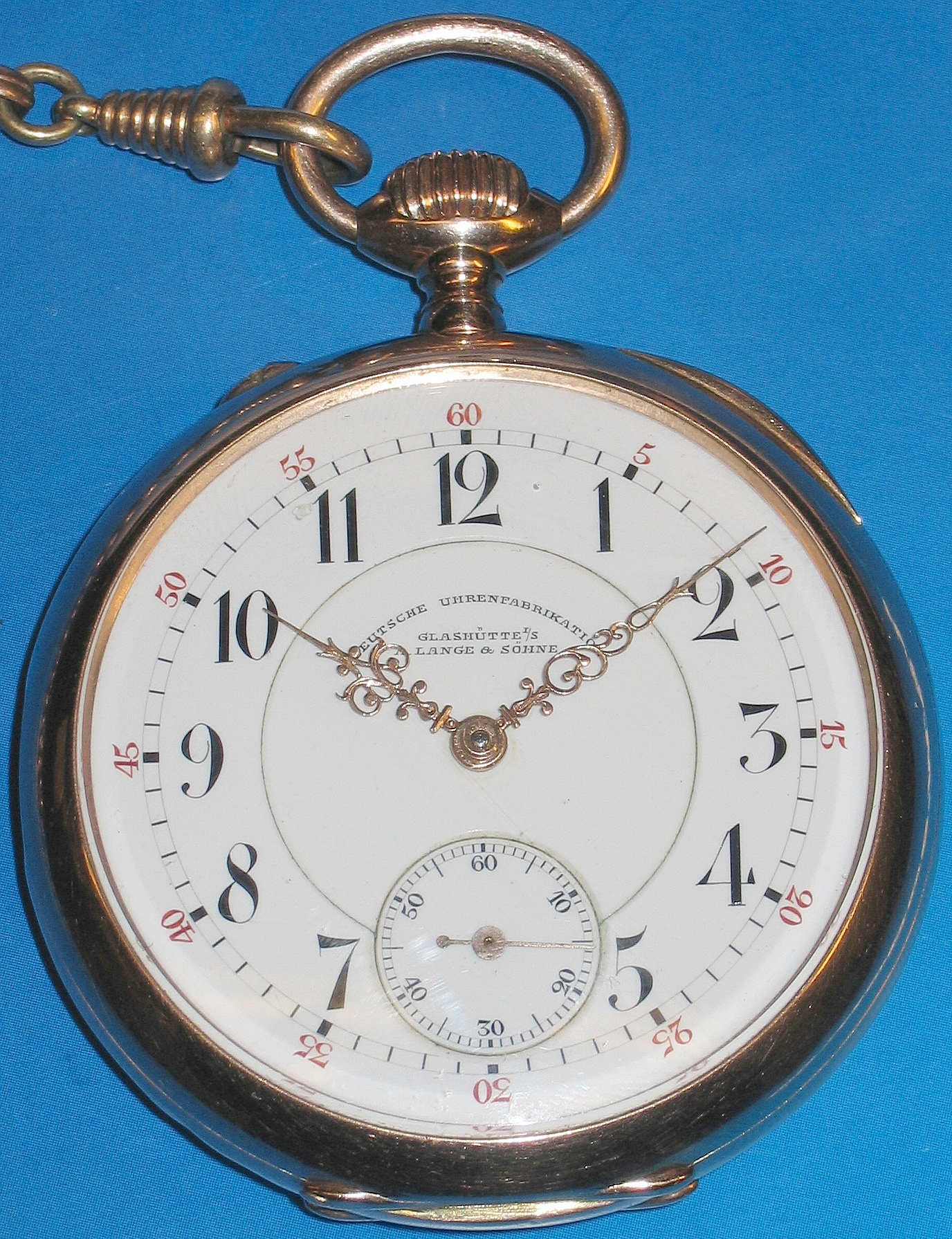
orologio da tasca A. Lange & Söhne

Nel 1990, poco dopo la riunificazione tedesca, Walter Lange decide di rilanciare il marchio. 
Il 7 dicembre 1990, esattamente 145 anni dopo la prima apparizione del marchio “A. Lange, Dresden” nella mansarda del bisnonno F. A. Lange, Walter Lange fonda la Lange Uhren GmbH.
Il nuovo marchio nasce grazie all'appoggio di IWC e dell'allora suo direttore Günter Blümlein (Norimberga 21 marzo 1943, Sciaffusa 1. ottobre 2001. Blümlein aveva cominciato la sua carriera nell'orologeria con Junghans, passando poi a IWC nel 1981).
La nuova nata Lange Uhren GmbH dovette riacquisire i diritti sul marchio “A. Lange & Söhne” dall'agenzia federale responsabile della privatizzazione delle società della ex DDR. Li ottenne, naturalmente, e, da allora, il segno di questa acquisizione è ben visibile sui quadranti dei nuovi orologi prodotti dal marchio, che possono nuovamente riportare il nome originario.
I primi nuovi orologi prodotti dopo la rinascita, furono presentati nel castello di Dresda il 24 Ottobre del 1994: il Lange 1, il Tourbillon “Pour le mérite”, l'Arkade e il Saxonia.
Nel 2000 A. Lange & Söhne viene acquistata dal Gruppo Richemont SA, di Ginevra, insieme a Jaeger-LeCoultre e IWC. In quell'anno, inoltre, la casa rientra in possesso dello stabile storico della manifattura, costruito nel 1873 sotto la direzione di Ferdinand Adolph Lange e requisito nel 1948. Dopo alcuni lavori di ristrutturazione, l'edificio viene inaugurato il 7 dicembre 2001 e da allora è sede generale dell'azienda.
Il 2001 è anche l'anno del debutto al Salone Internazionale dell'Alta Orologeria di Ginevra, dove la Casa presenta il Langematik-Perpetual
Nel 2009 l'azienda presenta uno dei modelli ad oggi più apprezzati e riconosciuto: lo Zeitwerk.
Nel 2020 l'azienda introduce il primo orologio realizzato in acciaio: l'Odysseus.

### I Modelli
I nomi dei modelli prodotti da A. Lange & Söhne sono:
- Lange 1: Grand Lange 1, Moon Phase, Daymatic, Time Zone, Tourbillon, Little Lange.
- Zeitwerk: Handwerkskunst, Striking Time, Decimal Strike e Minute Repeater.
- Saxonia: Boutique Edition, Automatic, Thin, Dual Time, Moon Phase, Annual Calendar.
- Langematik Perpetual.
- Datograph: Up/Down, Perpetual, Tourbillon.
- Double Split.
- Triple Split.
- Lange 31.
- 1895: Up/Down, Annual Calendar, Cronograph, Cronograph Boutique Edition, Tourbillon, Handwerkskunst, Rattrapante Perpetual Calendar.
- Tourbograph Perpetual "Pour Le Mérite".
- Grand Complication.
- Richard Lange: Jumping Seconds, Tourbillon "Pour le Mérite" Handwerkskunst, Perpetual Calendar "Terraluna".

I materiali utilizzati per la costruzione degli orologi A. Lange & Söhne sono oro giallo, oro rosa, oro bianco, platino, diamanti e acciaio.

### Cronologia
- 1845: Ferdinand Adolph Lange a Glashütte, dopo aver lasciato Dresda fonda l'orologeria sassone.
- 1846: Ferdinand A. Lange aiuta a sviluppare la "torre a inerzia di Glashütte " che può aumentare la precisione del lavoro dei componenti per orologi.
- 1849: Nascita di Emil Lange, nonno di Walter Lange, il fondatore della Lange Uhren GmbH
- 1849-1867: Ferdinand A. Lange è Sindaco di Glashütte
- 1867: Ferdinand A. Lange viene nominato cittadino onorario di Glashütte
- 1868: Il figlio di Ferdinand, Richard, il quale ha precedentemente collaborato con suo padre, ribattezza l'azienda di famiglia in "A. Lange & Söhne" (Söhne significa figli in tedesco)
- 1869: Ferdinand A. Lange divenne un membro del governo provinciale sassone.
- 1873: La famiglia Lange si trasferisce nella nuova sede.
- 1874: L'ultima prodezza di Ferdinand A. Lange, l'orologio da polso per signore. Il movimento di questa meraviglia misura solo 25 millimetri di diametro.
- 1875: Ferdinand Adolph Lange muore all'età di 60 anni nella sua città natale di Glashütte. Il consiglio comunale farà un monumento in sua memoria nel 1895.
- 1884: nascita di Rudolf Lange, padre di Walter Lange. Rudolf morì nel 1954 a Pforzheim (Germania)
- 1885: L'azienda passa a 60 dipendenti.
- 1891: La fabbrica produce la perpetua, il primo orologio da tasca automatico.
- 1895: la fabbrica acquisisce una linea diretta telefonica con l'osservatorio di Berlino, che dà l'ora esatta.
- 1896: Il centro di produzione viene dotato di energia elettrica.
- 1906: Otto, figlio di Emil Lange, si aggiunge ed espande la fabbrica.
- 1908: Un tunnel di 400 m viene scavato nella roccia, al fine di alimentare le centrali idroelettriche, che generano elettricità utilizzata dalla società.
- 1924: nasce Walter Lange a Dresda. Egli riceverà una formazione completa in orologeria a Glashütte e Karlstein (Repubblica Ceca)
- 8 maggio 1945: bombardamenti alleati distruggono la fabbrica Lange. Lotta contro l'espropriazione della fabbrica tra la famiglia e lo Stato. La famiglia Lange vince la causa.
- 20 aprile 1948: il potere tedesco-orientale è riuscito a prendere il controllo del produttore di orologi Lange e nazionalizzare la ditta. Walter Lange deve fuggire dal suo paese verso la Germania Ovest per evitare il lavoro forzato nelle miniere di uranio.
- 1951: La vecchia fabbrica Lange fa parte di un gruppo di 7 società di Glashütte.
- 1990: 7 dicembre, Walter fonda "Urhen Lange GmbH, Glashütte", e il marchio è ufficialmente depositato e registrato a Dresda. A partire da quella data, il marchio tradizionale di produzione familiare "A. Lange & Söhne" è registrato per il mondo intero.
- 1994-oggi: i primi orologi del rinascimento dell'azienda sono presentati a Glashütte e Dresda. Questi sono: Lange1, il Tourbillon "Pour le Mérite", Sassonia e Arkade.

## L'industria orologiera di Glashütte
Tra i marchi attuali più famosi dell'industria orologiera di Glashütte vi sono:
A. Lange & Söhne, Glashütte Original, Nomos, Union Glashütte, Mühle Glashütte, Hemess, SUG, Bruno Söhnle, KronSegler GmbH, Wempe Chronometerwerke Glashütte I/SA, Tutima.